# Gavarró
|  | Per a altres significats, vegeu «galda». |

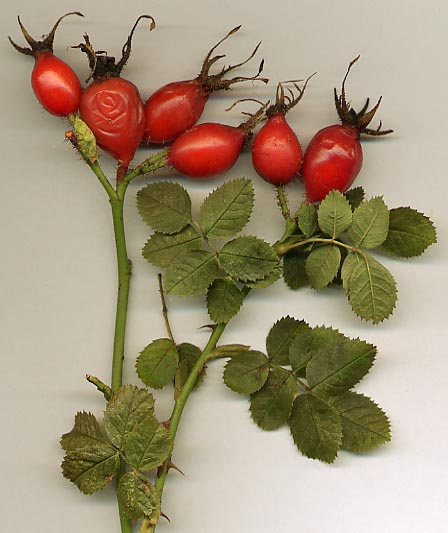
Fruits vermells (grataculs) d'un roser silvestre

El gavarró o gratacul és el fruit del roser silvestre o gavarrera, entre altres tipus de rosers. La tipologia d'aquest fruit és la del cinorròdon. Rep el noms populars de gavarró, gavarrot, (d)espullabelitres, tapacul, gratacul, grataesquenes. El nom "gratacul" al·ludeix a la coïssor que aquests pèls provoquen quan es mengen sense separar-los de l'agradosa polpa, o bé quan resten, per burla o per oblit, entre la pell i la roba.

## Morfologia
Els gavarrons primer tenen un color verd i quan maduren prenen tonalitats rogenques o ataronjades, però que en algunes espècies de roser poden ser fins i tot porpra o negroses. El gavarró és concretament el calze madurat de la rosa, on es guarden unes llavors dures i envoltades de pèls rígids.

## Variants
Gairebé tots els rosers (Rosa) formen gavarrons. Entre els més comuns cal esmentar:
- Roser silvestre (Rosa canina), del qual la Rosa canina ssp. lito és especialment ric en galactolípid
- Roser del Japó (Rosa rugosa)
- Roser de muntanya (Rosa pendulina)
- Roser d'Escòcia (Rosa rubiginosa)
- Roser de canyella (Rosa majalis)
- Rosers de conreu, com la rosa vitamínica

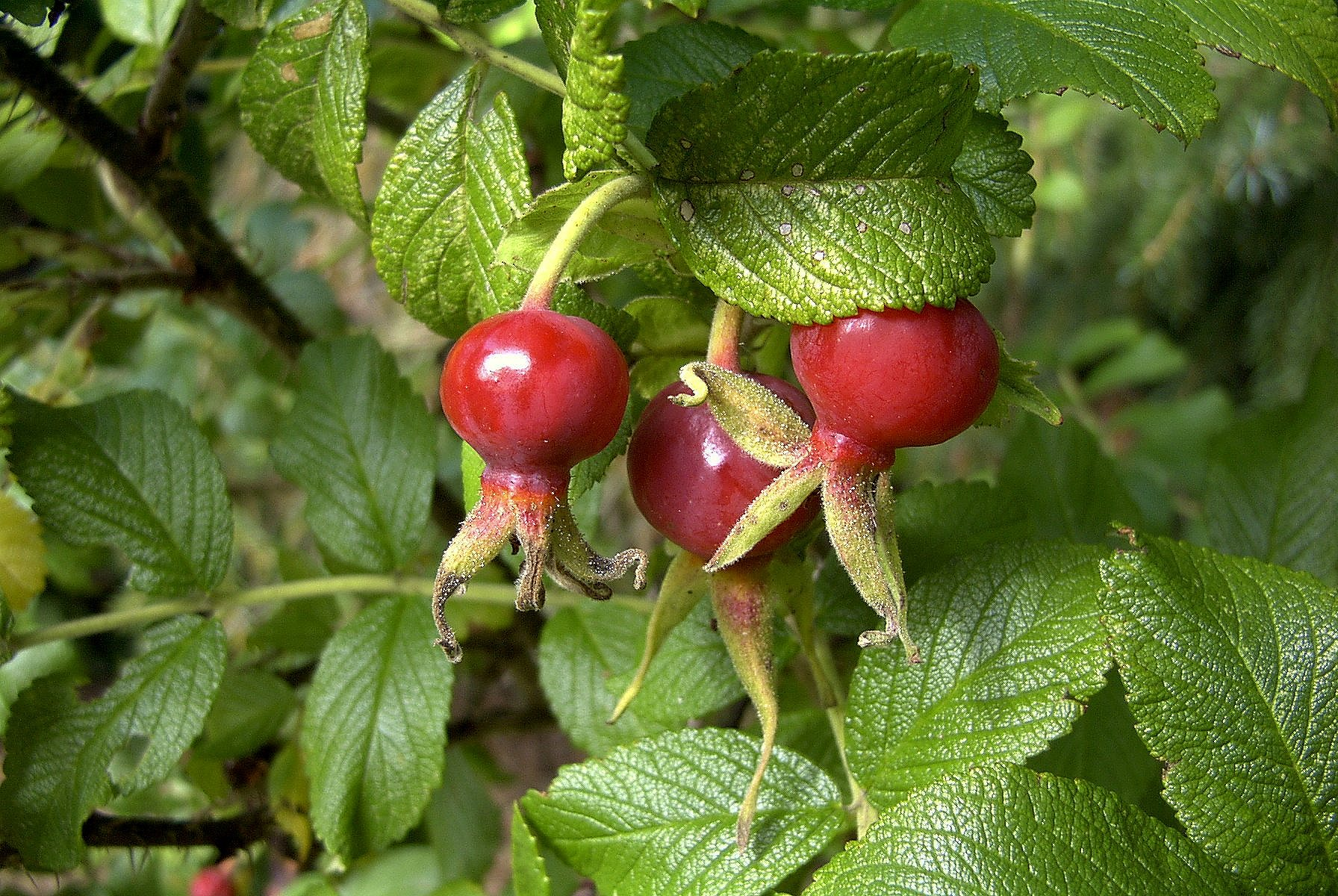
Gavarrons madurs
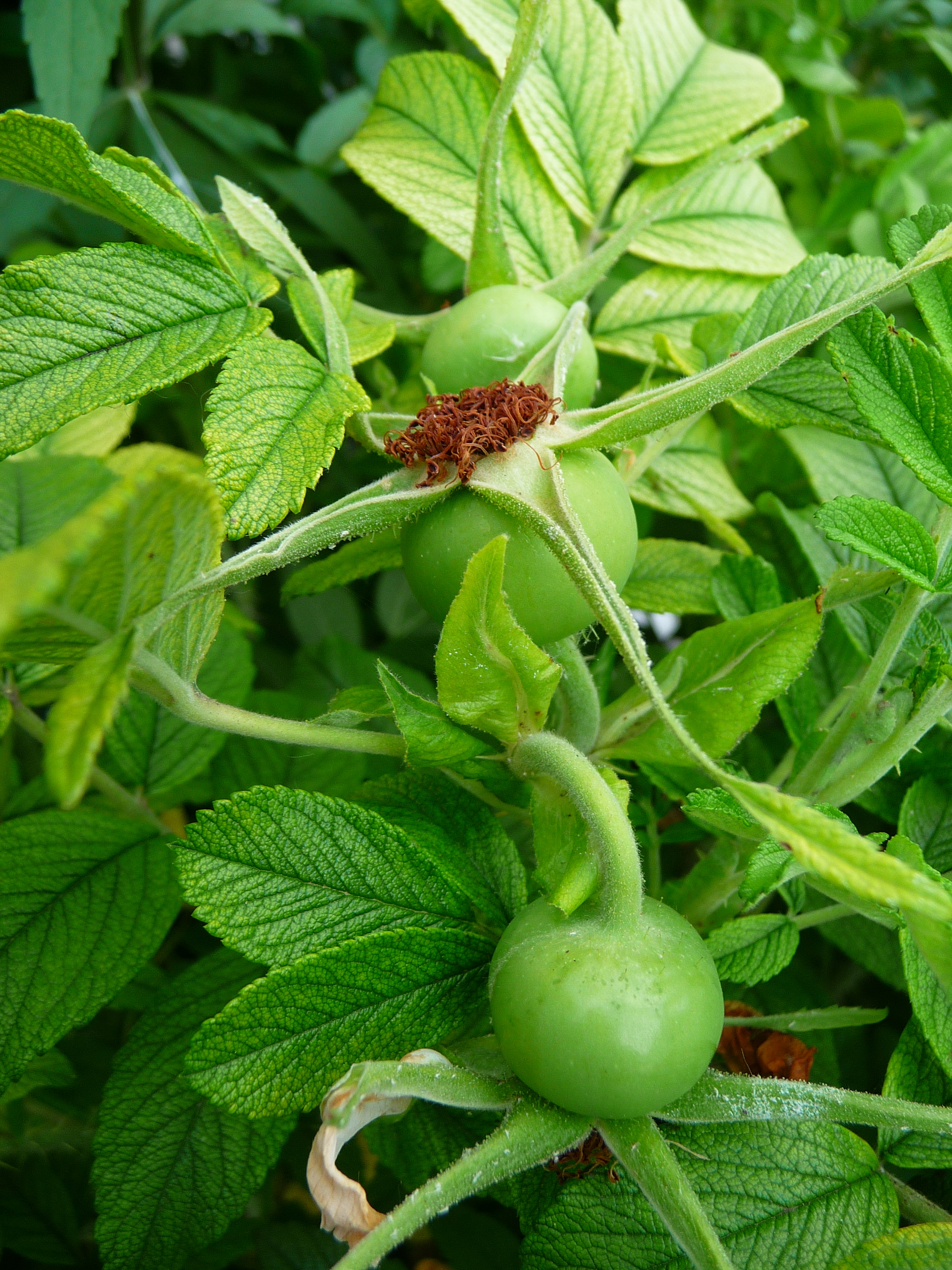
Gavarrons immadurs
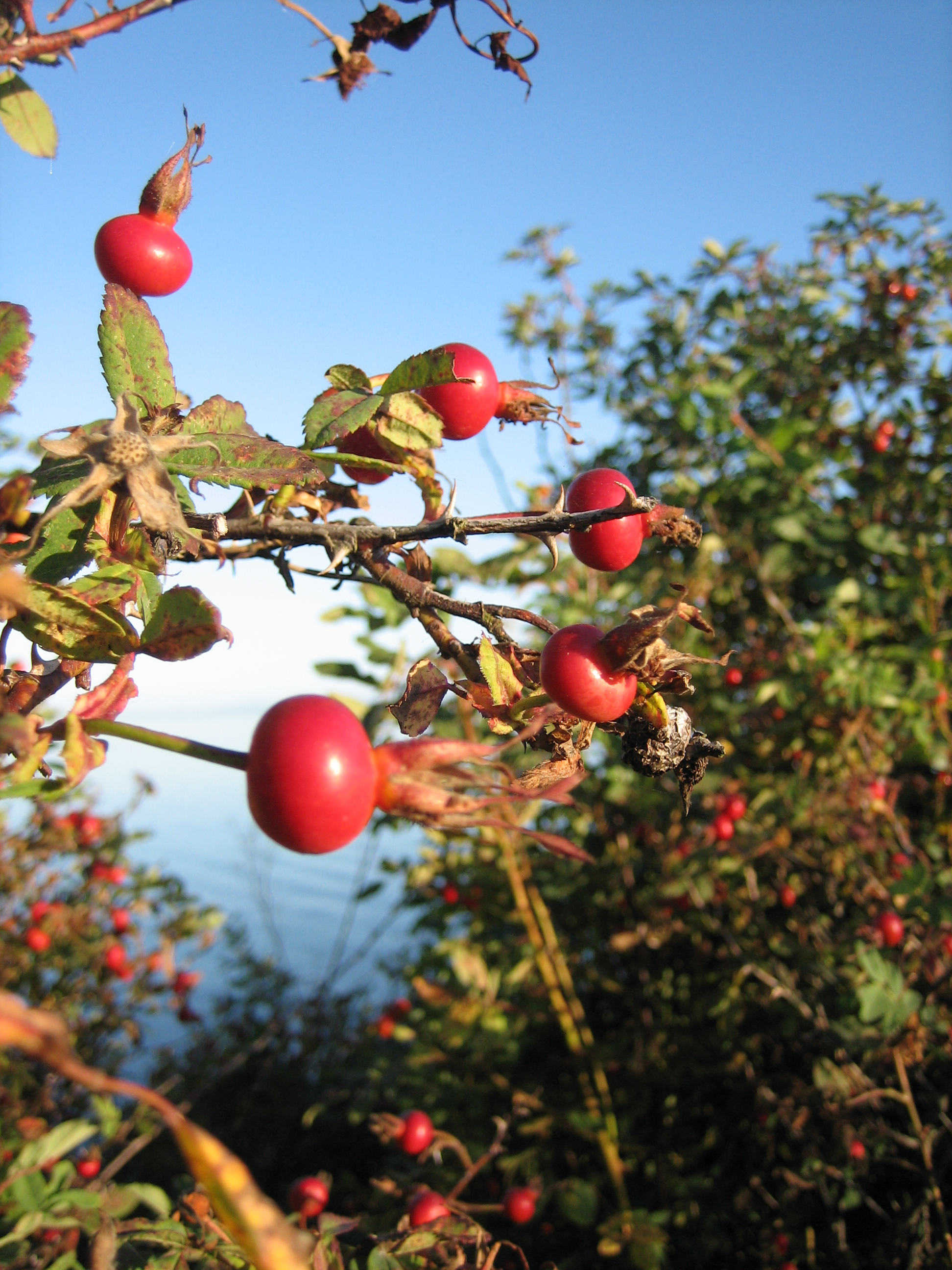
Gavarrons en un roser silvestre

## Usos
Els fruits, lliures de pèls i llavors, són una font excel·lent de vitamina C. Es poden menjar frescos o en forma de compota, preparada amb gavarrons ben trinxats, sucre, aigua i poca cocció. També se'n pot fer melmelades, xarops, sopes o infusions soles o barrejades amb altres herbes. Els pètals de les flors i les fulles són astringents i es poden emprar per rentar ferides o contra la diarrea.
En la medicina tradicional casolana el gavarró s'emprava també com a remei per a l'artrosi.